# Madleen Kane
Madleen Kane, född Madeleine Flerkell den 4 mars 1958 i Malmö, är en svensk diskosångerska. Hon debuterade som  fotomodell för Ford Models i New York. 1978  fick hon ett skivkontrakt med producenten Jean-Claude Friederich och släppte debutsingeln Rough diamond, som blev en världshit. 1980, blev Cherchez pas nummer 18 på den svenska topplistan. 1981 samarbetade hon med Giorgio Moroder, vilket resulterade i hits som You can och Playing for time. Hon hade fem singlar på US Hot Dance Music/Club Play chart. Hennes samlingsalbum från 1994, 12 Inches and More, blev en stor succé i USA.
Madleen Kane har släppt en biografi över sitt liv. Boken utgår från hennes barndom till det jetsetliv hon levde under hennes tid som artist och modell. Hon beskriver väldigt ingående om sitt äktenskap, alkoholism, sexövergrepp och familj. Boken är döpt efter hennes debutalbum; Rough Diamond.

## Diskografi
Album
- Rough Diamond (1978) Warner Bros.
- Cheri (1979) Warner Bros.
- Sounds of Love (1980) RCA Victor
- Don't Wanna Lose You (1981) Chalet
- Cover Girl (1985) TSR
- 12 Inches and More (1994) TSR

Singlar
- Rough Diamond (1978)
- Fever (1978)
- Touch My Heart(1979)
- You and I (1979)
- Forbidden Love (1979)
- Secret Love Affair (1979)
- Cheri (1979)
- Cherchez Pas (1980)
- Boogie Talk(1980)
- You Can (1981)
- Fire In Your Heart (1981)
- Playing For Time (1982)
- On Fire (1985)
- Ecstasy (1985)
- I'm No Angel (1985)